# Nissan Motors Football Club 1988-1989
Questa voce raccoglie le informazioni riguardanti il Nissan Motors Football Club nelle competizioni ufficiali della stagione 1988-1989.

## Stagione
Nella stagione 1988-89 il Nissan Motors ebbe modo di prevalere in tutti i trofei a cui era iscritto: dopo aver sconfitto nettamente il Toshiba in finale di Japan Soccer League Cup, la squadra giunse fino alla finale di Coppa dell'Imperatore dove prevalse sul Fujita grazie a due reti segnate nei tempi supplementari. In campionato il Nissan Motors concluse il girone di andata a punteggio pieno, ottenendo un corposo distacco sulle altre inseguitrici; subito dopo il giro di boa la squadra accusò un calo di rendimento che permise un avvicinamento da parte delle altre concorrenti, fra cui lo Yamaha Motors, che dopo aver inflitto la prima sconfitta stagionale al Nissan Motors, ridusse lo svantaggio fino a tre punti. Vincendo le ultime tre gare, il Nissan Motors poté infine mettere le mani sul primo titolo nazionale, ratificato con un turno di anticipo.

## Maglie e sponsor
Le divise, prodotte dall'Adidas, recano sulla parte anteriore della maglia (della quale viene ripristinato il motivo ornamentale della stagione 1986-87) una scritta Nissan color oro.
| Manica sinistra · Manica sinistra · Maglietta · Maglietta · Manica destra · Manica destra · Pantaloncini · Calzettoni | Manica sinistra · Maglietta · Manica destra · Pantaloncini · Calzettoni |  |

## Rosa
| N. |                     | Ruolo | Calciatore         |
| -- | ------------------- | ----- | ------------------ |
| 2  | Giappone (bandiera) | D     | Toru Sano          |
| 3  | Giappone (bandiera) | D     | Shinji Tanaka      |
| 4  | Giappone (bandiera) | D     | Takeshi Koshida    |
| 5  | Giappone (bandiera) | D     | Shinobu Ikeda      |
| 6  | Giappone (bandiera) | C     | Masaaki Sakaida    |
| 7  | Giappone (bandiera) | C     | Nobutoshi Kaneda   |
| 8  | Giappone (bandiera) | C     | Takashi Mizunuma   |
| 9  | Brasile (bandiera)  | A     | Wagner Lopes       |
| 10 | Giappone (bandiera) | C     | Kazushi Kimura     |
| 11 | Giappone (bandiera) | A     | Kōichi Hashiratani |
| 12 | Giappone (bandiera) | D     | Hiroshi Hirakawa   |

| N. |                     | Ruolo | Calciatore           |
| -- | ------------------- | ----- | -------------------- |
| 13 | Giappone (bandiera) | A     | Kenta Hasegawa       |
| 14 | Giappone (bandiera) | A     | Koukichi Kimura      |
| 15 | Giappone (bandiera) | C     | Makoto Sugiyama      |
| 25 | Giappone (bandiera) | D     | Kenji Ōba            |
|    | Giappone (bandiera) | P     | Shigetatsu Matsunaga |
|    | Giappone (bandiera) | D     | Tetsuji Hashiratani  |
|    | Giappone (bandiera) | D     | Junji Koizumi        |
|    | Brasile (bandiera)  | D     | José Oscar Bernardi  |
|    | Brasile (bandiera)  | C     | Rudinei Guimarães    |
|    | Giappone (bandiera) | C     | Keiichi Zaizen       |

## Risultati

### JSL Division 1

#### Girone di andata
| Hamamatsu 25 settembre 1988 1ª giornata | Honda Motor | 0 – 2 | Nissan Motors | Honda Soccer Stadium |

| Yokohama 1º ottobre 1988 2ª giornata | Nissan Motors | 1 – 0 | Yamaha Motors | Mitsuzawa Stadium |

| Tokyo 5 ottobre 1988 3ª giornata | Fujita | 1 – 2 | Nissan Motors |  |

| Kashima 10 ottobre 1988 4ª giornata | Sumitomo Metals | 0 – 4 | Nissan Motors |  |

| Yokohama 16 ottobre 1988 5ª giornata | Nissan Motors | 2 – 1 | Yomiuri | Mitsuzawa Stadium |

| Kawasaki 23 ottobre 1988 6ª giornata | NKK | 0 – 2 | Nissan Motors | Todoroki Stadium |

| Yokohama 30 ottobre 1988 7ª giornata | Nissan Motors | 1 – 0 | Mitsubishi HI | Mitsuzawa Stadium |

| Ichihara 6 novembre 1988 8ª giornata | Furukawa Electric | 0 – 1 | Nissan Motors |  |

| Yokohama 13 novembre 1988 9ª giornata | Nissan Motors | 2 – 1 | Matsushita Electric | Mitsuzawa Stadium |

| Yokohama 20 novembre 1988 10ª giornata | Nissan Motors | 1 – 0 | Yanmar Diesel | Mitsuzawa Stadium |

| Yokohama 27 novembre 1988 11ª giornata | ANA | 1 – 2 | Nissan Motors | Mitsuzawa Stadium |

#### Girone di ritorno
| Tokyo 26 febbraio 1989 12ª giornata | Yamaha Motors | 1 – 0 | Nissan Motors | National Stadium |

| Yokohama 5 marzo 1989 13ª giornata | Nissan Motors | 1 – 1 | Sumitomo Metals | Mitsuzawa Stadium |

| Tokyo 12 marzo 1989 14ª giornata | Yomiuri | 0 – 2 | Nissan Motors | National Stadium |

| Yokohama 19 marzo 1989 15ª giornata | Nissan Motors | 1 – 3 | NKK | Mitsuzawa Stadium |

| Tokyo 26 marzo 1989 16ª giornata | Mitsubishi HI | 2 – 2 | Nissan Motors |  |

| Yokohama 2 aprile 1989 17ª giornata | Nissan Motors | 0 – 1 | Furukawa Electric | Mitsuzawa Stadium |

| Osaka 9 aprile 1989 18ª giornata | Matsushita Electric | 1 – 1 | Nissan Motors |  |

| Osaka 16 aprile 1989 19ª giornata | Yanmar Diesel | 1 – 0 | Nissan Motors | Nagai Stadium |

| Yokohama 23 aprile 1989 20ª giornata | Nissan Motors | 2 – 1 | ANA | Mitsuzawa Stadium |

| Yokohama 26 aprile 1989 21ª giornata | Nissan Motors | 1 – 0 | Honda Motor | Mitsuzawa Stadium |

| Yokohama 30 aprile 1989 22ª giornata | Nissan Motors | 1 – 1 | Fujita | Mitsuzawa Stadium |

### Japan Soccer League Cup
| Suita 27 agosto 1988 Primo turno | Nissan Motors | 7 – 0 | Osaka Gas |  |

| Toyama 3 settembre 1988 Secondo turno | NKK | 1 – 3 | Nissan Motors |  |

| Toyama 4 settembre 1988 Quarti di finale | Nissan Motors | 1 – 0 | Yomiuri |  |

| Yokkaichi 10 settembre 1988 Semifinali | Nissan Motors | 2 – 0 | Mitsubishi HI |  |

| Yokkaichi 11 settembre 1988, ore 13:55 UTC+9 Finale | Nissan Motors | 3 – 0 | Toshiba | Central Stadium |
| Hirakawa 14’ Mizunuma 27’ , 36’ Marcatori           |               |       |         |                 |
|                                                     |               |       |         |                 |
| Hirakawa 14’ Mizunuma 27’, 36’                      | Marcatori     |       |         |                 |

### Coppa dell'Imperatore
| Yokohama 24 dicembre 1988 Primo turno | Nissan Motors | 2 – 0 | Tsukuba Daigaku | Mitsuzawa Stadium |

| Yokohama 25 dicembre 1988 Secondo turno | Nissan Motors | 1 – 0 | Yanmar Diesel | Mitsuzawa Stadium |

| Osaka 27 dicembre 1988 Quarti di finale | Yomiuri | 2 – 3 (d.c.r.) (1 – 1) | Nissan Motors |  |

| Kobe 29 dicembre 1988 Semifinali | Yamaha Motors | 0 – 1 | Nissan Motors |  |

| Tokyo 1º gennaio 1989 Finale | Nissan Motors | 3 – 1 (d.t.s.) | Fujita | National Stadium |

## Statistiche

### Statistiche di squadra
| Competizione          | Punti | Totale | Totale | Totale | Totale | Totale | Totale | DR  |
| Competizione          | Punti | G      | V      | N      | P      | Gf     | Gs     | DR  |
| --------------------- | ----- | ------ | ------ | ------ | ------ | ------ | ------ | --- |
| JSL Division 1        | 46    | 22     | 14     | 4      | 4      | 32     | 17     | +15 |
| JSL Cup               | -     | 5      | 5      | 0      | 0      | 16     | 1      | +15 |
| Coppa dell'Imperatore | -     | 5      | 4      | 1      | 0      | 8      | 2      | +6  |
| Totale                | -     | 32     | 24     | 5      | 4      | 56     | 20     | +36 |

### Andamento in campionato
| Giornata  | 1 | 2 | 3 | 4 | 5 | 6 | 7 | 8 | 9 | 10 | 11 | 12 | 13 | 14 | 15 | 16 | 17 | 18 | 19 | 20 | 21 | 22 |
| --------- | - | - | - | - | - | - | - | - | - | -- | -- | -- | -- | -- | -- | -- | -- | -- | -- | -- | -- | -- |
| Luogo     | T | C | T | T | C | T | C | T | T | C  | C  | T  | C  | T  | C  | T  | C  | T  | T  | C  | C  | C  |
| Risultato | V | V | V | V | V | V | V | V | V | V  | V  | P  | N  | V  | P  | N  | P  | N  | P  | V  | V  | V  |
| Posizione | 2 | 1 | 1 | 1 | 1 | 1 | 1 | 1 | 1 | 1  | 1  | 1  | 1  | 1  | 1  | 1  | 1  | 1  | 1  | 1  | 1  | 1  |

Fonte: RSSSF
Legenda:

Luogo: C = Casa; T = Trasferta. Risultato: V = Vittoria; N = Pareggio; P = Sconfitta.

### Statistiche dei giocatori
| Giocatore      | JSL Division 1 | JSL Division 1 |
| Giocatore      | Presenze       | Reti           |
| -------------- | -------------- | -------------- |
| Hasegawa       | 18             | 4              |
| K. Hashiratani | 22             | 9              |
| T. Hashiratani | 22             | 0              |
| Hirakawa       | 12             | 1              |
| Katsuya        | 18             | 0              |
| Kaneda         | 6              | 0              |
| Ka. Kimura     | 22             | 8              |
| Ko. Kimura     | 1              | 0              |
| Lopes          | 15             | 3              |
| Matsunaga      | 21             | 0              |
| Mizunuma       | 20             | 4              |
| Oscar          | 20             | 0              |
| Sakaida        | 3              | 0              |
| Sano           | 18             | 0              |
| Sugiyama       | 10             | 0              |
| Tanaka         | 22             | 0              |